# Лагермарк, Герман Иванович
Ге́рман Ива́нович Лагермарк (швед. Berndt Herman Ivar Lagermarck; 21 мая (2 июня) 1843, Або, Великое княжество Финляндское — 15 ноября 1907, Харьков, Российская империя) — русский учёный-химик, ординарный профессор, действительный статский советник, ректор Императорского Харьковского университета (1899—1901).

## Биография
Родился 21 мая (2 июня) 1843 года в Або в семье потомственных дворян Адама Юхана Лагермарка (1802—1879) и Августы Маргареты Аминофф (1819—1889). Получил домашнее начальное образование, затем учился в Абосской гимназии и Императорском Александровском университете в Гельсинфорсе. В 1866 году окончил университет, сдал публичный экзамен на степень лиценциата философии, а затем был удостоен степени как магистра, так и доктора философии. Лаборант химической лаборатории Александровского университета (1866—1871).
В 1871 году начал читать лекции по кафедре химии Харьковского университета. Получил должность доцента (1872), экстраординарного профессора (1873). ординарного профессора (1885). Присвоено почётное звание заслуженного профессора Харьковского университета (1896).
В 1874 году в Харькове женился на Екатерине Слоновской (Katarina Slonowski) с которой имел четверо детей.
В Харьковском университете читал главным образом курс органической химии, заведовал органическим отделением химической лаборатории. С его именем было в значительной степени связано развитие химии в университете в конце XIX века. Научные труды Лагермарка были посвящены главным образом выяснению строения органических соединений. Интересы учёного не ограничивались чисто академической проблематикой; так, в 1875 году он сделал доклады «Исследование различных сортов продаваемого в Харькове кавказского керосина» и «Анализ воды из Северного Донца» на заседаниях Физико-химического общества при Харьковском университете, в том же году выступил в местной печати по вопросу о водопроводе в городе Харькове.
Г. И. Лагермарк оказывал всестороннюю помощь талантливому, но безвременно ушедшему из жизни химику-органику Александру Эльтекову и проводил с ним совместные исследования. Когда Эльтеков представил в Совет университета магистерскую диссертацию (1884), она была, по предложению профессоров Н. Н. Бекетова и Г. И. Лагермарка, принята как докторская. Впоследствии работы А. П. Эльтекова были признаны классическими, а «правило Эльтекова» и «перегруппировка Эльтекова» вошли в учебники по органической химии. Предпринимал усилия по расширению химических лабораторий. В 1888 году удалось добиться ассигнования крупной суммы на устройство большой аудитории и на переустройство химической лаборатории.
Был ректором Императорского Харьковского университета (август 1899 — сентябрь 1901). Этот период совпал со студенческими волнениями.
После выхода в отставку (декабрь 1902 года) был назначен директором Никитского ботанического сада (1902—1905).
Был гласным городской Думы, работал в нескольких комиссиях, участвовал в деятельности Харьковского общества грамотности. Г. И. Лагермарк был членом Общества испытателей природы при Харьковском университете, Химического общества в Берлине, Русского химического общества при Санкт-Петербургском университете.